# استراتژیست
راهبردشناس، راهبرددار یا اِستراتِژیست  یا راهپرداز (انگلیسی: Strategist) شخصی است که مسئولیت فرمول‌بندی و پیاده‌سازی یک راهبرد را بر عهده دارد. راهبرد عموماً شامل تعیین اهداف، تعیین اقدامات برای دستیابی به اهداف، و به حرکت درآوردن منابع برای اجرای آن اعمال است. یک راهبرد توصیف می‌کند که اهداف چگونه از طریق منابع حاصل خواهند شد. رهبری ارشد یک سازمان عموماً وظیفهٔ تعیین راهبرد را بر عهده دارد. این راهبرد می تواند شامل برنامه (Plan)، شگرد (Ploy)، الگو (Pattern)، جایگاه (Position)، و چشم‌انداز (Perspective) باشد. این کار شامل فعالیت‌هایی نظیر برنامه‌ریزی راهبردی و تفکر راهبردی می‌شود.

## راهبردشناس های برجسته
سون تزو (Sun-Tzu)
سون تزو در سده ۶ (پیش از میلاد) به دنیا آمد و او را "پدر استراتژی" می‌نامند. همچنین او نویسنده چینی کتاب هنر رزم (به چینی:兵法) بود که این کتاب چینی باستانی اثر بسیاری بر فن جنگ گذارد.

کارل فون کلاوزِویتس
کارل فون کلاوزِویتس (۱۸۳۱–۱۷۸۰) اندیشمند نظامی و از ارتشیان پروس بود. اثر او در مورد جنگ سرچشمه نظریات راهبردی در علم نظامی بوده و از ارزش بالایی برخوردار است. او در کتاب خود با عنوان پیرامون جنگ می‌نویسد: «جنگ نباید به عنوان یک متغیر مستقل مورد توجه قرار گیرد، بلکه همواره باید به عنوان یک ابزار سیاسی هم مورد مطالعه واقع شود».
چرچیل
وینستون چرچیل (زادهٔ ۳۰ نوامبر ۱۸۷۴ – درگذشتهٔ ۲۴ ژانویهٔ ۱۹۶۵) سیاست‌مدار، افسر ارتش و نویسندهٔ بریتانیایی بود. وی طی سال‌های ۱۹۴۰ تا ۱۹۴۵، یعنی در طول جنگ جهانی دوم، و بار دیگر بین سال‌های ۱۹۵۱ تا ۱۹۵۵ نخست‌وزیر بریتانیا بود.

ناپلئون بناپارت
ناپلئون بناپارت (زاده ۱۵ اوت ۱۷۶۹ میلادی – درگذشته ۵ مه ۱۸۲۱ میلادی)، به عنوان نخستین امپراتور فرانسه در فاصله سال‌های ۱۸۰۴ تا ۱۸۱۵ میلادی بر این کشور حکومت کرد.